# 強鋸蓋魚
強鋸蓋魚為輻鰭魚綱鱸形目鱸亞目鋸蓋魚科的一種，分布於東太平洋墨西哥至厄瓜多淡水、半鹹水水域，本魚體長適中，側線延伸至尾鰭基部，背部藍灰色，腹部銀白色，體長可達37公分，棲息在熱帶底層水域，屬肉食性，生活習性不明，可做為食用魚及遊釣魚。

## 擴展閱讀
維基物種上的相關：強鋸蓋魚